# Kiss István (társadalomkutató)
Kiss István (Karcag, 1906. január 7. – Budapest, 1996.) társadalom- és közigazgatás tudós.

## Életpályája
Kisparaszti származású tanítóházaspár gyermekeként született Karcagon. Iskoláit Csongrádon, Nagyváradon, Karcagon, illetve Szegeden végezte. Egyetemi tanulmányait 1924–1928 között a budapesti Pázmány Péter Tudományegyetem Állam- és Jogtudományi Karán folytatta, ahol 1929-ben államtudományi, 1933-ban pedig jogtudományi doktorrá avatták. 1929–1932 között a volt egyetemi Közigazgatástudományi Kar Mezőgazdasági Közigazgatási Tanszéke mellett szervezett falupolitikai szemináriumban díjtalan gyakornok. 1932-ben kerül fizetéstelen tanársegédként a Magyary Zoltán vezette Magyar Közigazgatástudományi Intézetbe. 1933-ban ösztöndíjas gyakornokként, később tanügyi fogalmazóként a Szegedi Királyi Tanfelügyelőségre került. Az 1940–1944 között működött Tatai Népfőiskola, melynek munkáját aktívan segítette Kiss István. Magyary Zoltán 1945-ben bekövetkezett halálával a megszűnt a Magyar Közigazgatás-tudományi Intézetből az egyetemi Mezőgazdaság-politikai Intézet kötelékébe lépett Kiss István. Innen rövid ideig az Építési- és Közmunkaügyi Minisztériumba, majd 1947-ben a Pénzügyminisztériumba került, ahol elsősorban költségvetési kérdésekkel foglalkozott. Több civil kezdeményezés tagja, szakmai támogatója. 1976-ban bekapcsolódott a Tata Barátok Körének munkájába, később tiszteletbeli elnöke lesz a Magyary Zoltán Népfőiskolai Társaságnak. 1996-ban bekövetkezett haláláig aktívan vett részt településfejlesztési kérdések megválaszolásában, a civil szervezetek munkájának segítésében szervezési szempontból, Magyary Zoltán munkásságának elismertetésében.

## Munkássága
Egyetemi tanulmányai alatt az OKH Földmunkások Vállalkozó Szövetkezeteinek központjában, a csongrádi járásbíróságon és egy ügyvédi irodában dolgozott. Irodalmi tevékenységének első, könyv alakban is megjelent terméke, édesapja életművének összefoglalásaként írott államtudományi doktori értekezése 1929-ben jelent meg Csongrádon Adalékok a magyar tanyakérdéshez címmel. 7. sz. kiadványaként jelent meg ugyanezen évben A magyar tanyai közigazgatás című kötete. 1935-ben jelent meg a Csongrád megyei város közigazgatása című ténymegállapító tanulmánya. Ezzel érdeklődése a helyi igazgatás kérdéseire tolódott át. A tanyák közigazgatási problémáival való foglalkozás közben került szorosabb kapcsolatba Magyary Zoltánnal, akinek 1936-tól közvetlen munkatársa volt. Ez irányú fő műve a Magyary Zoltánnal együtt írt, és az intézet 30. sz. kiadványaként megjelent A közigazgatás és az emberek. Ténymegállapító tanulmány a Tatai járás közigazgatásáról című nagyszabású, 1939-ben megjelent kötet. (Hasonmás kiadásban megjelent 2010-ben, a Magyary Zoltán Népfőiskolai Társaság kiadásában, Tata Város Önkormányzatának támogatásával.) Ennek írása közben tevékeny részt vállalt a Táj- és Népkutató Központ 1938. évi kiállításának létrehozásában. Az 1940-es évek elején Magyary Zoltán megbízásából vett részt a Komárom vármegyei Közjóléti és Gazdasági Szövetkezet szervezési munkálataiban, amelyről az 1941-ben megjelent A szociális vármegye című kötetben írt. Tevékenyen részt vett a Tatai járás mintajárássá fejlesztésére irányuló tevékenységben. A helyi közigazgatással kapcsolatban végzett munkássága eredményeként jelentek meg munkái az 1940-es években. Részt vett a békeanyag mezőgazdasági vonatkozású részének előkészítésében. Tanulmányokat írt a költségvetés demográfiai vonatkozásairól, amelyek végül is az 1970-es években az Országos Tervhivatal, illetve az Építésügyi és Városfejlesztési Minisztérium megbízásából a teljes társadalmi munkaterhelés felméréshez vezettek. Egyre nagyobb intenzitással fordult a településfejlesztés egységes, többléptékű információrendszerének kidolgozása felé, illetőleg a közigazgatási jogot, a közigazgatást és a közigazgatási politikát egységes szervezési szempontból közigazgatás-tudománnyá szintetizáló szervezetek és együtteseik felé. Ezt 1968-tól több minisztérium alkalmazottjaként, majd 1974-ben kért nyugdíjazása után is folytatta. Ilyen irányú eredményeit az ELTE Államigazgatási Jogi Tanszékének Urbanizáció és közigazgatás című sorozatában megjelent munkáiban foglalta össze. Kiemelkedő szerepe volt a Tatai Járás vizsgálatának előkészítésében, szervezésében és a szakmai elemzésben is. Kapcsolatát Tata városával visszaemlékezései idézik fel. A tataiak úgy szokták röviden bemutatni dr. Kiss Istvánt, hogy Magyary Zoltán tanítványa és későbbi munkatársa, barátja. Ezt a tételt cáfolja meg Kiss István egy írásában, melyben a Közigazgatás és az emberek című tanulmány létrejöttéről, az akkor végzett munkáról szól. „Magyary Zoltánnal ui. nem egyetemi előadásainak a hallgatójaként, hanem már államtudományi doktorként kerültem kapcsolatba. Államtudományi doktori értekezésemet a magyar tanyakérdésről írtam még 1929-ben. Jogtudományi doktorátusomra való felkészülés közben kerestem fel az akkor még kormánybiztosi tisztet is betöltő Magyary Zoltánt, hogy megkérdezzem tőle: mi a véleménye a tanyai közigazgatásról, mint a közigazgatás racionalizálásának egyik problémájáról? Válaszul megbízott egy a tanyai közigazgatásról szóló tanulmány elkészítésével… egyben meghívott az Intézetbe és így életünk közel másfél évtizedre összekapcsolódott. … Módszertani kísérleteknek tekinthető tanulmányaimra való tekintettel Magyary 1936-ban felhelyeztetett Budapestre és szolgálattételre beosztott az intézetbe, ahol első feladatként egy a Tata járás közigazgatásáról írandó ténymegállapító tanulmány elkészítésével bízott meg.” Látható, hogy Magyary Zoltán megbízható, kipróbált szakembereket vett maga mellé. Kiss István is ilyen volt, hiszen publikációit, hozzáállását a kutatásokhoz ismerte, közvetlen munkatársként pedig megbízhatónak, képzettnek ítélte meg. Ezért is vonta be abba a nagy munkába, melynek eredménye A Közigazgatás és az emberek című máig példaértékű munka megjelentetése volt. A tanulmány elkészítésével kapcsolatban írja Kiss István: „A korábbi ténymegállapító tanulmányokkal szemben ui. mennyiségi és egyben minőségi eltérést jelentett, hogy míg azok (ti. a korábbi tanulmányok, felmérések) egyetlen városra, illetőleg csak egy város tanyai közigazgatására terjedtek ki, itt már nemcsak egy magasabb igazgatási egység ti. a járás, hanem az azt alkotó rendkívül változatos összetételű községek igazgatását is egyszerre kellett vizsgálat alá venni… A munka első lépéseként Magyary Zoltán a rám váró feladat felvázolása közben egy kis helyi levegőszippantásra – egy előzetes terepszemlén – végigvitt a térségben. Ekkor voltam először Tatán és mindjárt a szívemhez nőtt csobogó patakjain kelepelő malmaival, a várral, az Angolkertben még ott csillogó forrásokkal, a Csekével és az Öreg tóval. Eztán a bejárás után került sor technikai előkészületként a központilag beszerezhető adatok előzetes beszerzésére, a helyszíni adatgyűjtés felvételi lapjainak és alaptérképeinek a megszerkesztésére és sokszorosítására, továbbá a helyszíni felvétel forgatókönyvének a felvázolására.” A „levegőszippantáson” túl azonban sokkal több történt, ami meghatározóvá vált Kiss István és Tata kapcsolatában, és Kiss István érdemeit elismerve a következőket fogalmazta meg az elkészült tanulmány előszavában Magyary Zoltán: „A munkában főmunkatársam dr. Kiss István tanügyi fogalmazó volt, akit kérésemre a vallás- és közoktatásügyi miniszter úr állandó szolgálattételre a vezetésem alatt álló Magyar Közigazgatástudományi Intézethez osztott be, és aki kisebb méretű hasonló tanulmányokat már végzett. A felvétel szervezésében és vezetésében való értékes közreműködésén felül teljesen az ő szellemi munkája a feldolgozás, kivéve azokat az aránylag kisterjedelmű részeket, amelyeknél más szerző van feltüntetve.” Nagyon fontosnak tartotta szerepét a járás, később az egész megye szempontjából. A háttér biztosítása mellett előadásaival is rendszeresen hozzájárult a népfőiskolai tanfolyamok eredményességéhez. Az „első szerelem” időszakában még egy nagy jelentőségű kezdeményezésről kell szólni, amelyben meghatározó szerepet játszott Kiss István. Ez pedig a Komárom Vármegyei Közjóléti és Gazdasági szövetkezet létrehozása volt. Ez a kezdeményezés – sajnos – még kevésbé ismert, mint a népfőiskola. A Szociális vármegye című kiadványban került összefoglalásra a szövetkezet működésével, céljaival kapcsolatos elképzelések, valamint a megvalósítás első tapasztalatai. A szociális program intézeti előkészítésében Szaniszló József vett még részt, de mind az alapszabály kidolgozását, mind annak ügyrendjét Kiss István alakította ki. Ezzel összefüggésben jött létre egy levélváltás Magyary Zoltán és Reviczky István alispán között, melyben mindkét fél részéről a legmesszebbmenőkig elismerték dr. Kiss István és dr. Szaniszló József munkáját. Kiss István tanügyi segédtitkár, aki munkája elismeréséül Komárom vármegye tb. főszolgabírája címet is elnyerte. Ezt csak megerősíti az, amit az alispán a két kiváló szakemberről írt. A következő Kiss Istvánra vonatkozik: „Különösen ki kell emelnem dr. Kiss Istvánnak, a Szövetkezet ez időszerinti igazgatójának tevékenységét, aki valóban úttörő munkát végzett kiváló szervező erővel, rendkívüli szociális érzékkel és fáradhatatlan munkával.” Közigazgatás, felmérések, tanulmányok, ténymegállapítások, szociális vármegye – mind, mind szakszavak, a szakemberek számára „édesen” csengenek, de az 1930-as évek második felében a ténymegállapításokon túl másra is figyelt Magyary Zoltán és csapata. Kiss István egyik visszaemlékezésében így ír: „A Térség említett bejárásait Magyary Zoltán egyben arra is felhasználta, hogy felkutassa és részben vásárlásból, részben önkéntes felajánlásokból eredően összegyűjtse elsősorban azt a kerámia és fajansz gyűjteményt, amelyet a volt Piarista rendház két szobájában és annak egyik folyosóján berendezett múzeumban helyezett el. Erről egyébként külön kiadvány is beszámolt. Ennek a gyűjteménynek egyes darabjait Magyary Zoltán megbízásából és költségére nékem volt szerencsém megvásárolni.” (Részlet ifj. Gyüszi László 2006. június 9-én, a tatai Magyary Konferencián elhangzott Kiss István kapcsolata, kötődései Tatához és vidékéhez című előadásából. – Kézirat.)

## Kitüntetései
Munkáját számos kitüntetéssel ismerték el:
- Pro Tata emlékérem (1976)
- Magyary Zoltán emlékérem (1993)
- Pro Régió (1992)
- Magyar Köztársasági érdemrend középkeresztjének (1993) tulajdonosa.

## Emlékezete
- Emléktábla Tata, Ady Endre utca 24. szám ház (volt Tóvárosi községháza) falán. Állította a Magyary Zoltán Népfőiskolai Társaság

## Főbb művei
- Adalékok a magyar tanyakérdéshez (1929.)
- Csongrád megyei város közigazgatása (1935.)
- A magyar tanyai közigazgatás. A tanyapolitika vázlata (Budapest., 1932.)
- A közigazgatás és az emberek. Ténymegállapító tanulmány a Tatai járás közigazgatásáról (Magyary Zoltánnal közösen. Budapest, 1939.) (Hasonmás kiadás Tata: Magyary Zoltán Népfőiskolai Társaság, 2010.)
- A szociális vármegye. A Komáromvármegyei Közjóléti és Gazdasági Szövetkezet működése. (Budapest: Magyar Közigazgatástudományi Intézet, 1941.)
- A mezőgazdasági üzemív (Budapest, 1944.)
- A közigazgatási adattárak (Budapest, 1944.)
- Az urbanizáció és a közigazgatás összefüggéseinek szemléleti alapjai és problémái (Budapest, 1976.)
- A közigazgatás és az urbanizáció. A tatai medence városi tájjá alakulása (Budapest: ELTE, 1978.)
- A harmincas és nyolcvanas évek szervezet együtteseinek egybevetése: illusztráció egy hipotézishez (Budapest: ELTE, 1986.)
- A település(együttes)ek vizsgálata és egybevetési módszertana: léptékváltás és áttekintés; résztől az egészig - egésztől a részig. (Budapest: Polgári Tanácsadó Szolgálat, 1996.)